# شهرستان اولان، استان قزاقستان شرقی
شهرستان اولان (به قزاقی: Ұлан ауданы، ۇلان اۋدانى) یک شهرستان در قزاقستان است که در استان قزاقستان شرقی واقع شده‌است. شهرستان اولان ۹٬۱۶۰ کیلومتر مربع مساحت و ۴۰٬۴۸۲ نفر جمعیت دارد.